# MFV Ksawery Gdy-118
MFV Ksawery Gdy-118 – polski superkuter rybacki. Jednostki bliźniacze MFV Hilary Gdy-115, MFV Walery Gdy-116, MFV January Gdy-117, MFV Aleksy Gdy-119, MFV Damazy Gdy-120. Statek podniósł polską banderę 5 marca 1948 roku, wycofany z eksploatacji w 1962 roku.

## Historia

### Budowa
Mały trawler motorowy typu „y” (w końcu lat 40. przeklasyfikowany na superkuter rybacki typu MFV-75), zbudowany dla Polski, w ramach pomocy UNRRA (nr kontraktu D 3148), przez szkocką stocznię James V. Hepburn & Co, Ltd z Aberdeen, a prac wykończeniowych dokonano prawdopodobnie w stoczni filialnej w Montrose.
Polską banderę podniósł 5 marca 1948 roku.

### Służba
Po podniesieniu polskiej bandery, rozpoczął służbę w barwach Przedsiębiorstwa Połowów Dalekomorskich „Dalmor”, spółka z o.o. z Gdyni; był klasyfikowany wówczas jako „trawler motorowy 75-stopowy” i poławiał na Bałtyku. W początku marca 1949 roku, przekazany nowo powstałemu Państwowemu Przedsiębiorstwu Połowów Morskich „Barka” ze Świnoujścia, zmienił wtedy nazwę na Świ-59. W wyniku reorganizacji „Barki” w dniu 1 stycznia 1951 roku został przekazany do Przedsiębiorstwa Połowów i Usług Rybackich „Arka” w Gdyni, co spowodowało zmianę nazwy na Arka 95 Gdy-149. W latach 50. dokonano wymiany oryginalnego silnika na 3-cylindrowy marki Völlund. Prawdopodobnie w 1956 roku przekazany został do Przedsiębiorstwa Połowów i Usług Rybackich „Szkuner” we Władysławowie, zmienił nazwę na Wła-131.

### Losy końcowe
Wycofany z eksploatacji w 1962 roku.

## Pełna charakterystyka
- Radiowy sygnał wywoławczy SPDQ
- Nazwy i oznaki rybackie
  - do marca 1949: Ksawery Gdy-118
  - od marca 1949: Świ-59
  - od 1 stycznia 1951: Arka 95 Gdy-149
  - od 1956?: Wła-131
- Klasyfikacja (rodzaj) statku
  - do marca 1949: trawler motorowy
  - od marca 1949: superkuter rybacki
- Podniesienie bandery 5 marca 1948
- Stocznia
  - wodowanie: James V. Hepburn & Co., Ltd, Aberdeen (Wielka Brytania)
  - wykończenie (prawdopodobnie): James V. Hepburn & Co., Ltd, Montrose (Wielka Brytania)
- Pojemność brutto 85 RT
- Pojemność netto 30 RT
- Nośność 40 ton
- Długość całkowita 25,0 m
- Długość między pionami 25,9 m
- Szerokość 5,8 m
- Zanurzenie około 2,5 m
- Napęd
  - początkowo: 1 silnik Ruston & Hornsby(inne języki), 6-cylindrowy
  - później (wymiana w latach 50.): 1 silnik Völlund, 3-cylindrowy
- Moc napędu
  - początkowo: 240 KM
  - później: 225 KM
- Liczba śrub 1
- Prędkość eksploatacyjna
  - początkowo: 9 węzłów
  - później: 10 węzłów
- Liczba pokładów 1
- Liczba członków załogi 6-8 osób
- Armator
  - do marca 1949: Przedsiębiorstwo Połowów Dalekomorskich „Dalmor”, spółka z o.o., Gdynia
  - od marca 1949: Państwowe Przedsiębiorstwo Połowów Morskich „Barka”, Świnoujście
  - od 1 stycznia 1951: Przedsiębiorstwo Połowów i Usług Rybackich „Arka”, Gdynia
  - od 1956?: Przedsiębiorstwo Połowów i Usług Rybackich „Szkuner”, Władysławowo
- Port macierzysty
  - do marca 1949: Gdynia
  - od marca 1949: Świnoujście
  - od 1 stycznia 1951: Gdynia
  - od 1956?: Władysławowo
- Bandera polska
- Towarzystwo klasyfikujące statek Polski Rejestr Statków
- Numer PRS 41217
- wycofany z eksploatacji 1962
- Jednostki bliźniacze: mfv Hilary Gdy-115, mfv Walery Gdy-116, mfv January Gdy-117, mfv Aleksy Gdy-119, mfv Damazy Gdy-120